# Dark Fortress
I Dark Fortress sono un gruppo black metal tedesco formato nel 1994 a Landshut. Ad oggi hanno pubblicato sei album in studio, un album split e un demo.
Il 13 maggio 2007 il cantante Azatoth ha lasciato il gruppo per l'insorgere di varie divergenze, non di tipo musicale.

## Storia
Il loro primo demo risale al 1996 ed ha nome Rebirth of the Dark Age.
Nel 1997 la formazione era composta da Asvargr (chitarra), Azathoth (voce), Njord (basso) e Charon (batteria), più Crom come seconda chitarra e Thamuz alla tastiera. Nel febbraio dello stesso anno il gruppo condivise il palco con gruppi dell'underground come Lunar Aurora, Disaster e Nagelfar. In seguito, pubblicarono uno split con i Barad Dür chiamato Towards Immortality, distribuito da Fog of the Apocalypse Records, che conteneva due tracce scritte dalla band. Fu registrata, inoltre, un'altra canzone, usata successivamente nella compilation The Mystic Forest - Part II.
Fu programmata l'uscita di un album in studio per il 1998, ma questa data non venne mai rispettata poiché la band non aveva tempo da dedicare alla scrittura di nuovo materiale. Solo nell'agosto 2000 i membri entrarono nel Klangschmiede Studio E per pubblicare il loro album, prendendo ispirazione soprattutto da gruppi come Dissection, Unanimated e Satyricon.
Dopo l'uscita dell'album, Charon e Crom decisero di lasciare il gruppo poiché non erano interessati a quel tipo di musica. Così, i Dark Fortress dovettero cercare un nuovo batterista e un chitarrista. Trovarono Seraph e V. Santura rispettivamente a batteria e chitarra secondaria, così iniziarono lo sviluppo di un nuovo progetto. Lo chiamarono Profane Genocidal Creations, e fu registrato nel Grieghallen Studio in Norvegia, già famoso per aver accolto gruppi del calibro dei Mayhem, Immortal e degli Emperor. Il disco fu pubblicato soltanto nel 2003, a causa di problemi dovuti al missaggio e al mastering. La formazione, infine, si stabilì definitivamente con Azathoth alla voce, Asvargr alla prima chitarra, Santura come seconda chitarra, Draug al basso, Paymon alle tastiere e Seraph alla batteria. Con questa formazione, i Dark Fortress condivisero il palco con vari gruppi importanti della scena metal estrema, come Behemoth, Impaled Nazarene, Pungent Stench, God Dethroned.

## Formazione

### Attuale
- Asvargr - chitarra (1994-presente)
- V. Santura (Victor Bullok) - chitarra (2001-presente)
- Morean (Florian Magnus Maier) - voce (2007-presente)
- Phenex (Job Bos) - tastiere (2015-presente)

### Ex componenti
- Seraph (Matthias Landes) - batteria (2001-2022)
- Njord - basso (1994-1997)
- Charon - batteria (1994-2001)
- Azathoth (Matthias Jell) voce (1994-2007)
- Crom (Walter Grosse) - basso, chitarra (1997-2001)
- Zoltan (Alex Stütz) - chitarra (1997-2000)
- Thamuz - tastiere (1997)
- Paymon (Dorian Melmoth) - tastiere (1998-2014)
- Draug - basso (2000-2018)

### Turnisti
- Hannes Grossmann - batteria (2015-present)
- Ar (Michael Zech) - basso (2018-present)

### Ex turnisti
- Job Bos (Phenex) - tastiere (2012, 2014-2015)

## Discografia

### Album in studio
- 2001 - Tales from Eternal Dusk
- 2003 - Profane Genocidal Creations
- 2004 - Stab Wounds
- 2006 - Séance
- 2008 - Eidolon
- 2010 - Ylem
- 2014 - Venereal Dawn
- 2020 - Spectres from the Old World

### Split e demo
- 1996 - Rebirth of the Dark Age (demo)
- 1998 - Towards Immortality (split con i Barad Dûr)